# Leptodermatopteryx tenuis
Leptodermatopteryx tenuis är en nattsländeart som beskrevs av Georg Ulmer 1910. Leptodermatopteryx tenuis ingår i släktet Leptodermatopteryx och familjen Atriplectididae. Inga underarter finns listade i Catalogue of Life.